# チャンピオン誕生
『チャンピオン誕生』（チャンピオンたんじょう、原題：Señor Droopy　公開：1949年4月9日）は、アメリカ合衆国の映画会社メトロ・ゴールドウィン・メイヤー (MGM) に所属していたアニメーターのテックス・アヴェリーによる作品のひとつ。

## スタッフ
- 監督　テックス・アヴェリー
- 製作　フレッド・クインビー
- 原画　プレストン・ブレア　ボブ・キャノン　ウォルター・クリントン　マイケル・ラー　グラント・シモンズ
- 音楽　スコット・ブラッドリー

## 内容
メキシコの闘牛場でチャンピオンのオオカミと挑戦者のドルーピーが、雑誌に載っている美女を巡って闘牛で勝負する。勇敢に立ち向かうドルーピーだが牛に馬鹿にされ、相手にされない。一方のオオカミは巧みに牛を翻弄するも、とどめをさそうとしたところでドルーピーに邪魔され、形勢逆転となり牛に追われて逃げ惑うばかり。おびえるオオカミは、辛うじて牛を扉の向こうに追いやり勝利を宣言するが、油断した隙に扉から出てきた牛に突かれ、場外へ退場となる。勝ち誇る牛にドルーピーが勝負を挑むが、軽くあしらわれ、雑誌の美女を見て「友達になれないよ。夢見た僕が馬鹿だったんだな…。」とすすり泣く。これを見た牛が、美女の顔に落書きしてガラの悪い声で笑い転げる。これに激怒したドルーピーは、驚異の力を発揮し牛をやっつけ、場外に放り投げる。新チャンピオンとなったドルーピーは、雑誌の美女を手に入れたのであった。なお、この作品から正式に「ドルーピー (Droopy dog)」という名称が用いられている。

## 登場するキャラクター
ドルーピー
今回はチャンピオンに挑む闘牛士役。
オオカミ
ドルーピーの挑戦を受けるチャンピオン。今回は悪役ではないが、間抜けなやられ役ではある。序盤は牛を翻弄するも、ほどなく形勢が逆転して一方的にやられ、突進する牛に轢かれたり、噛み付かれたりと散々な目にあう。
牛
かなりの猛牛で、みなに恐れられている。スロースターターで、当初はオオカミに翻弄されるが、とどめを刺されそうになると本気を出してオオカミを圧倒、場外へ放り出す。だが、あまりの強さに慢心し、ドルーピーを馬鹿にしたため、最後はこっぴどくやられてしまう。声優はテックス・アヴェリー本人が演じている。
司会者
ヒゲ面の男性。いなせで威勢のいい口調。
美女
メキシコ出身の女優、リーナ・ローマイ。実写で登場する。

## 日本でのTV放映
TBS版の『トムとジェリー』の短編に挟まれて放映されていた。

## 収録ソフト
- トムとジェリー ドルーピーといっしょ VOL.3（VHS）
- 迷探偵ドルーピーの大追跡 編（DVD）
- トムとジェリーVOL.5 特典映像（DVD）